# Uitwijkse Veld
Het Uitwijkse Veld is een particulier landgoed in het Land van Heusden en Altena. Het bevindt zich tussen Almkerk en Woudrichem, ten westen van Uitwijk in de Nederlandse provincie Noord-Brabant. Het is eigendom van de erven Jamin en meet 220 ha.
De kern van het landgoed bestaat uit 60 ha grienden en wilgenbroek, en is gelegen rondom een niet meer in gebruik zijnde eendenkooi. De overige 140 ha zijn als landbouwgrond in gebruik en daarnaast wordt nog 65 ha verpacht. 
De industrieel Eef Jamin werd ooit door zijn vriend Piet de Gruyter uitgenodigd voor een jachtpartij in dit gebied. Het trok hem zo aan dat hij er vrijkomende percelen ging opkopen. Oorspronkelijk was het een min of meer versnipperd geheel, maar door de ruilverkaveling die na de jaren 60 van de 20e eeuw plaatsvond, werd het meer aaneengesloten.
De grienden worden deels machinaal geoogst en deels op de traditionele wijze, met mankracht.
Er bestaan plannen voor een landgoederenzone die tot Almkerk zou reiken. De bedoeling is dat door deze zone een wandelpad, het Clootwijcker Pad, wordt aangelegd.